# Stortjärnen (Mattmars socken, Jämtland)
Stortjärnen är en sjö i Åre kommun i Jämtland och ingår i Indalsälvens huvudavrinningsområde. Sjön har en area på 0,225 kvadratkilometer och ligger 492,3 meter över havet.

## Delavrinningsområde
Stortjärnen ingår i det delavrinningsområde (701615-139678) som SMHI kallar för Inloppet i Stamsjön. Medelhöjden är 435 meter över havet och ytan är 24,07 kvadratkilometer. Räknas de 144 avrinningsområdena uppströms in blir den ackumulerade arean 1 319,47 kvadratkilometer. Storbodströmmen som avvattnar avrinningsområdet har biflödesordning 2, vilket innebär att vattnet flödar genom totalt 2 vattendrag innan det når havet efter 273 kilometer. Avrinningsområdet består mestadels av skog (88 procent). Avrinningsområdet har 0,43 kvadratkilometer vattenytor vilket ger det en sjöprocent på 1,8 procent.